# The Band Wagon (revue)
Pour les articles homonymes, voir The Band Wagon.
The Band Wagon est une revue (comédie musicale) américaine créée à Broadway en 1931.

## Fiche technique
- Titre original : The Band Wagon
- Livret / Sketches : George S. Kaufman et Howard Dietz
- Lyrics :  Howard Dietz
- Musique : Arthur Schwartz
- Mise en scène et lumières :  Hassard Short
- Chorégraphie : Albertina Rasch
- Décors : Albert R. Johnson
- Costumes : Kiviette et Constance Ripley
- Producteur : Max Gordon
- Nombre de représentations : 260
- Date de la première : 3 juin 1931
- Date de la dernière : 16 janvier 1932
- Lieu (ensemble des représentations) : New Amsterdam Theatre, Broadway

## Distribution originale
- Adele Astaire[1] (AA) : (2) / Breeze (3) / Ivy Meredith (4)
- Fred Astaire (FA) : (2) / Simpson Cater (3) / Le démonstrateur (5)
- John Barker (JB) : (2) / Mr. Wallace (4) / Mr. Knipper (5)
- Helen Broderick (HB) : (1) / Sarah (3) / Mrs. Prescott (5)
- Helen Carrington (HC) : Mrs. Boule (4)
- Philip Loeb (PL) : (2) / Jasper (3) / Walker (4) / Mr. Leftwitch (5)
- Tilly Losch (TL) : La danseuse
- Frank Morgan (FM) : (1) / (2) / Le colonel Jefferson Claghorne (3) / L'inspecteur Cartwright (4)
- Francis Pierlot (FP) : (1) / Ely Cater (3) / L'homme assassiné (4) / Mr. Cadwallader (5)
- Roberta Robinson (RR) : (2) / Miss Hutton (4)
- Jay Wilson (JW) : (2) / Martin Carter (3) / Un policier (4)

## Sketches
- When the Rain Goes Pitter Patter (1)
- For Good Old Nectar (2)
- The Pride of Claghornes (3)
- The Great Warburton Mystery (4)
- Pour La Bain (5)

## Numéros musicaux
("Songs", excepté deux numéros)
| Acte I - Sweet Music (AA, FA) - High and Love (JB, RR) - Hoops (AA, FA) - (What's the Use of Being) Miserable with You ? (AA, FM) - I Love Louisa (AA, FA) - The Flag (danse) (TL) - New Sun in the Sky (FA) | Acte II - White Heat (AA, FA) - The Beggar Waltz (danse) (FA, TL) - Dancing in the Dark (JB) - A Nice Place to Visit (HB) - Where Can He Be ? (HB) - Nanette (PL, FM, FP) |

## Cinéma
Le film musical Tous en scène (The Band Wagon) réalisé en 1953 par Vincente Minnelli, avec Fred Astaire et Cyd Charisse, reprend simplement le titre original et quelques songs de la revue, mais a une intrigue complètement différente et intègre de nouveaux numéros musicaux.

## Note
1. ↑  Avec The Band Wagon, Adele Astaire met un terme définitif à sa carrière (et donc au duo qu'elle formait avec son frère, Fred Astaire) en se mariant.